# Condado de Panola (Texas)
O Condado de Panola é um dos 254 condados do estado norte-americano do Texas. A sede do condado é Carthage, que é também a sua maior cidade.
O condado possui uma área de 2127 km² (dos quais 53 km² estão cobertos por água), uma população de 23 796 habitantes, e uma densidade populacional de 11,5 hab/km² (segundo o censo nacional de 2010).
O condado foi fundado em 1846. É um dos 46 condados do Texas que proíbem a venda de bebidas alcoólicas.